# Port lotniczy Zaqatala
Port lotniczy Zaqatala – port lotniczy położony w Zaqatala, w Azerbejdżanie. Obsługuje głównie połączenia krajowe. Od 2008 roku posiada status lotniska międzynarodowego.

## Linie lotnicze i połączenia
Obecnie lotnisko Zaqatala nie obsługuje żadnych regularnych operacji pasażerskich.